# Hubengut
Ein Hubengut war im Mittelalter auf dem Gebiet des Klosters Lorsch und im Odenwald existente Form eines Bauernhofes. Abgeleitet von dem mittelalterlichen Flächenmaß einer Hube bestand der Hof meist aus Haus, Scheuer und Stallungen und diese direkt umgebende Äcker, Wiesen und Waldungen die ein zusammenhängendes Gebiet bildeten. Die Besitzer wurden Hübner genannt, wobei ein solches Gebiet auch zwischen mehreren Hübnern aufgeteilt sein konnte, sodass ein Hübner eine ½ oder ¼ Hube in Besitz hatte. Andererseits gab es auch Fälle, in denen ein Hübner mehrere Hubengüter besaß. Die Größe der Güter war sehr unterschiedlich, und sie wurde im Allgemeinen nicht vermessen, sondern nur durch Grenzsteine markiert.
Diese Hubengüter waren bis ins Jahr 1811 unzertrennlich und durften ohne die Zustimmung des Amtes oder der Amtsvogtei, in der sie lagen, weder verkauft noch geteilt werden. Die Abtretung eines Hubengutes an die Nachkommen geschah durch förmlichen Verkauf, wobei die Eltern sich gewöhnlich Leibgedinge vorbehielten. Die Besitzrechte konnten nur an ein Kind weitergegeben werden, und der zukünftige Hübner musste seine Geschwister auszahlen. Diese erhielten dann den Status eines Beisassen, die ihren Unterhalt entweder durch Ausübung eines anderen Berufes, zum Beispiel beim Militär, oft aber auch als Tagelöhner, Knecht oder Magd, bestreiten mussten.
Starb der Hübner, bevor der Besitz abgetreten war, so wurden ⅔, starb dessen Frau, ⅓ an eines der Kinder weitergegeben und unter Auszahlung der übrigen Geschwister der Kauf vorweggenommen.
Die meisten Abtretungen erfolgten infolge einer oder auch mehrerer Heiraten, bei denen durch die Ehe- und Tauschverträge die Bedingungen für die Übergaben geregelt wurden. Nach der Aufhebung der Unzertrennlichkeit der Hubengüter im Großherzogtum Hessen galten ab 1811 auch für diese Besitzungen die normalen Erbgesetze.